# Praag 17-Řepy
Praag 17-Řepy is een gemeentelijk district van de Tsjechische hoofdstad Praag. Het is het hoofddistrict van het administratieve district Praag 17. Tot het administratieve district behoort ook het gemeentelijke district Praag-Zličín. Het gemeentelijk district Praag 17-Řepy valt samen met Řepy, een grote buitenwijk van Praag. Het gemeentelijk district Praag 17-Řepy heeft 24.391 inwoners (2005), het administratieve district Praag 17 heeft 27.635 inwoners (2005). Dit artikel gaat verder over het gemeentelijke district, wat dus hetzelfde is als de wijk Řepy. Řepy is sinds het jaar 1968 onderdeel van Praag, daarvoor was het een zelfstandige gemeente.

## Aangrenzende districten en gemeenten
Řepy grenst in het noorden aan het district Praag 6 en aan de oostkant aan Praag 5. Ten zuiden ligt Praag 13 en ten westen van Řepy ligt het district Praag-Zličín, net als de gemeente Hostivice, onderdeel van de okres Praha-západ.
Praag 1 · Praag 2 · Praag 3 · Praag 4 · Praag-Kunratice · Praag 5 · Praag-Slivenec · Praag 6 · Praag-Lysolaje · Praag-Nebušice · Praag-Přední Kopanina · Praag-Suchdol · Praag 7 · Praag-Troja · Praag 8 · Praag-Březiněves · Praag-Ďáblice · Praag-Dolní Chabry · Praag 9 · Praag 10 · Praag 11 · Praag-Křeslice · Praag-Šeberov · Praag-Újezd · Praag 12 · Praag-Libuš · Praag 13 · Praag-Řeporyje · Praag 14 · Praag-Dolní Počernice · Praag 15 · Praag-Dolní Měcholupy · Praag-Dubeč · Praag-Petrovice · Praag-Štěrboholy · Praag 16-Radotín · Praag-Lipence · Praag-Lochkov · Praag-Velká Chuchle · Praag-Zbraslav · Praag 17-Řepy · Praag-Zličín · Praag 18-Letňany · Praag 19-Kbely · Praag-Čakovice · Praag-Satalice · Praag-Vinoř · Praag 20-Horní Počernice · Praag 21-Újezd nad Lesy · Praag-Běchovice · Praag-Klánovice · Praag-Koloděje · Praag 22-Uhříněves · Praag-Benice · Praag-Kolovraty · Praag-Královice · Praag-Nedvězí